# Exetastes discretus
Exetastes discretus är en stekelart som först beskrevs av Morley 1917.  Exetastes discretus ingår i släktet Exetastes och familjen brokparasitsteklar. Inga underarter finns listade i Catalogue of Life.